# 手賀沼ジュン
手賀沼 ジュン（てがぬま じゅん、1979年7月24日 - ）は、かつて活動していた日本のお笑い芸人、絵本作家、回文インストラクター、音楽家。本名及び旧芸名は、野中 淳（のなか じゅん）。愛称は「テガジュン」。
ネパール王国（現・ネパール連邦民主共和国）マルク町生まれ、千葉県柏市育ち。早稲田大学卒業。

## プロフィール
日本人ダム設計士の父親の仕事の関係でネパールにて生まれ、10歳まで過ごす。11歳の時に帰国し、千葉県柏市に居住。
早稲田大学在学中、お笑いサークル「WAGE」に所属。サークルメンバーと組んだチームで、アマチュアのお笑いコンテスト「ギャグ大学偏差値2000」で3位入賞したのをきっかけに、コントグループ・WAGEを結成しアミューズよりデビュー。2001年から2006年3月まで活動。
WAGE解散後、手賀沼ジュンに改名し、音楽家に転向。「メルヘン・片思い・少しのユーモア」をテーマに2006年6月音楽ユニット「BIG JUHN」を立ち上げる。2012年7月、サンミュージック所属となった。
音楽に回文を取り入れた独自のステージ活動を行う一方、お笑いコンテストにも積極的に参加。『R-1ぐらんぷり2012』では準決勝進出。『歌ネタ王決定戦2014』で優勝した。なお、この番組がテレビ初出演であった。
2013年ごろから小島よしおが発表している「野菜の歌」シリーズに作曲・作詞で参加。
2017年から2021年まで、鳥居みゆきらと妖怪ポップユニット「魍魎ズ」として活動した。
埼玉県・大宮にあるNACK5本社には東武野田線で毎週通っていた。
2022年6月に配信されたいち・もく・さんくぼたのWeb動画にて、現在芸能活動をほとんど行っていないこと、サンミュージック公式サイトからプロフィールを削除してもらったことを報告。同年12月にTwitterで芸人業・シンガー業ともに引退することを発表した。
引退した2023年以降も、小島よしおがYouTubeで新しく公開する楽曲に作曲・作詞者としてクレジットされている。

## 芸名の由来
芸名のうち「手賀沼」は出身地にある手賀沼から、「ジュン」は本名の淳からとられている。
芸名を付けた二人のうちの一人は同郷かつWAGE時代に同じ事務所だったサンプラザ中野くんで、もう一人は柏商工会議所青年部「Street Breakers」という組織のリーダーである。このことは自身のラジオ番組で明らかになった。

## 出演

### テレビ番組
- 歌ネタ王決定戦2014（2014年9月3日、MBS）
- ちちんぷいぷい（2014年9月4日、MBS）
- 痛快!明石家電視台（2014年9月15日、MBS）
- せやねん!（2014年10月11日、MBS）
- Rの法則（2014年12月9日、NHK Eテレ）
- 上方漫才トラディショナル（2014年12月31日、MBS）
- PON!（2015年1月5日、日テレ）
- 前略、西東さん（2015年2月28日・2017年6月24日、中京テレビ）
- アカデミックに食べまくれ!!全国選抜大学グルメ（2015年6月14日、TBS系列）
- うぷ村（2015年7月7日、TBS）
- 今夜もドル箱（2015年9月8日、テレビ東京）
- 『ぷっ』すま（2016年6月3日、テレビ朝日）
- ものまねグランプリ（2016年9月27日・2017年5月16日、日本テレビ）
- じわじわチャップリン（2016年10月22日・29日・11月5日・12月24日、テレビ東京）
- ひるキュン!（2017年1月24日・6月6日・8月15日、TOKYO MX）
- お笑いトレンディ夜会（2017年1月31日、BS朝日）
- 有田ジェネレーション（2017年3月1日・8日・15日、TBS）
- 笑点 特大号（2017年3月22日、BS日テレ）
- お笑い演芸館（2017年6月17日・9月9日、BS朝日）
- ニッポンねほりはほり（2017年8月20日、フジテレビ系列）
- 全部揃えてみます。（2017年9月15日、フジテレビ）
- 歌ネタゴングSHOW 爆笑!ターンテーブル（2021年5月2日、TBS）

### ラジオ
- 手賀沼ジュンのウナンサッタリ・パンツ（2014年7月5日 - 2021年3月27日、NACK5） - 土曜25:00 - 29:00。
- 後藤麻衣の心配ないさぁ〜!!（2014年9月28日、ラジオ日本）
- 大竹まこと ゴールデンラジオ!（2014年10月2日、文化放送）
- ラジオのアナ〜ラジアナ（2014年11月23日・2016年10月20日・2019年8月1日 NACK5）
- チバスタ（2014年12月19日、NHK千葉FM）

### 映画
- 内村さまぁ〜ず THE MOVIE エンジェル（2015年）

### 舞台
- 夢電球工房公演『恨陰ランドリー』（2016年6月14日 - 16日、新宿村ライブ）常連客の男 役[10]
- 『星になれると思ってた』（2017年8月4日 - 6日、LOFT9 Shibuya） 山口輝彦 役[11]

### イベント
- 回文キング・納涼！ 回文夏まつり 2015[12]。
- 回文キング 秋の回文祭り 2016[13]。

## ディスコグラフィー

### アルバム
- チャーハン大好き（2011年9月28日）
- ハンサム（2017年6月18日）

## 書籍
- 回文さがし だんぱつパンダの冒険（2020年1月22日、光文社）ISBN 978-4334951344